# Jenny Humphrey

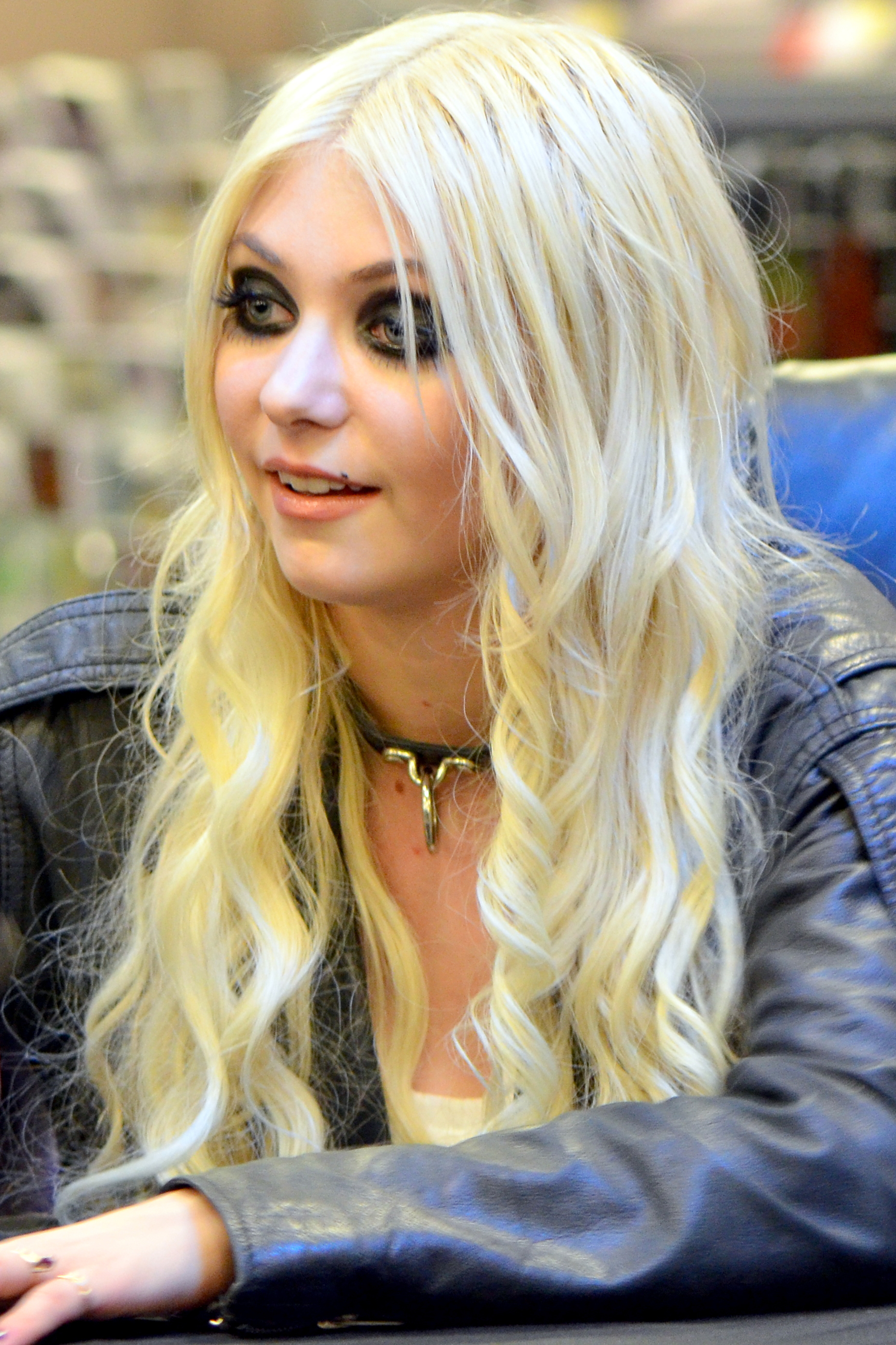
La actriz Taylor Momsen, que interpreta el personaje en la serie de televisión, en 2011.

Jenny Humphrey es un personaje ficticio perteneciente a la serie de novelas Gossip Girl escritas por Cecily von Ziegesar. El personaje es interpretado por la actriz Taylor Momsen en la serie de televisión Gossip Girl de la cadena The CW.

## Historia
Jennifer Talulah Humphrey, con 15 años, la hermana pequeña de Dan (Penn Badgley) llamada "Little J", tiene una ilusión: vivir las historias de los chicos del Upper East Side que relatan en la web de cotilleos Gossip girl. Asiste al mismo colegio elitista que sus ídolos y allí la reina es Blair (Leighton Meester), la cual verá en Jenny una nueva oportunidad de aprovecharse y divertirse. Desde el primer momento sueña con ser ella la próxima reina, e incluso llega a conseguirlo, pero con el paso del tiempo se da cuenta de que no es oro todo lo que reluce y que uno no puede olvidar nunca de donde viene, en este caso Brooklyn.
De padres separados, vive junto a su padre Rufus (Matthew Settle), con el que tiene una relación con muchos altibajos.

## Libros
Gossip Girl
En las novelas de Gossip Girl, Jenny es descrita como muy baja (alrededor de 5'0), con cabello castaño rizado y senos extremadamente grandes debido a que toma medicamentos para crecerlos. Jenny admira el estilo de vida del Upper East Side y prueba diferentes formas de abrirse camino; como modelar y hacerse amigo de Serena. También está muy interesada en el arte, que se muestra cuando sale brevemente con Nate Archibald y a su vez pinta varios retratos de su rostro.
Después de ser expulsada de Constance, Jenny es capaz de convencer a su padre, Rufus, para que la deje asistir a la Academia Waverly, un internado ubicado en el estado de Nueva York.
The It Girl
Jenny es la protagonista de la serie de libros The It Girl, que muestra su nueva vida después de ser expulsada de Constance Billard y comienza en la Academia Waverly en el estado de Nueva York. En The It Girl, Jenny intenta reinventarse como una "chica de ciudad popular y sofisticada" y dejar atrás a la persona que era en Constance. Cuando Jenny llega a Waverly, encuentra a los estudiantes aún más atractivos, atléticos e intimidantes de lo que había imaginado. Jenny luego conoce a sus dos nuevos compañeros de cuarto excepcionalmente hermosos y populares: la ágil y rubia chica sureña Callie Vernon, y el pelirrojo, de ojos verdes y sofisticado Brett Messerschmidt de Nueva Jersey. Rápidamente se entera de que ha reemplazado a su viejo mejor amigo, el extremadamente atractivo y notorio Tinsley Carmichael. Jenny no puedo evitar sentir que dormir en una cama tan afortunada debe contagiarse.

## Serie de television
Temporada 1
Jenny Humphrey se presenta en la temporada 1, como una bonita y rubia estudiante de primer año en Constance Billard, la cual, intenta desesperadamente encajar con la camarilla de Blair Waldorf, pero Blair se lo pone difícil, sometiendo a Jenny a las reglas de la jerarquía de la escuela secundaria. Una posible amistad termina cuando Blair descubre los sentimientos persistentes de Nate por Serena y el interés de Jenny en Nate, lo que implica una mayor crueldad hacia Jenny. Cuando se expone la aventura de Blair con Chuck Bass, Nate se acerca a Jenny y la aventura de Blair se hace pública. Los amigos de Blair la rechazan por su hipocresía y establecen a Jenny como la nueva abeja reina de Constance Billard.  A pesar de ser una de las It Girls de la escuela, está decidida a demostrar su valía. Sin confianza en sí misma porque no es tan rica como las otras chicas, vende su máquina de coser y cambia un vestido caro que le robó a una de sus amigas. Cuando Blair le organiza una fiesta de cumpleaños sorpresa, las otras chicas descubren que Jenny robó el vestido, haciendo realidad el plan de Blair. Jenny toma represalias llevando a Nate con ella a la fiesta de la victoria de Blair y ganando a las chicas a su lado. [4] Jenny y Blair luego luchan por el puesto de Queen Bee. Jenny cree que ha encontrado el amor verdadero con Asher Hornsby, pero su romance es de corta duración cuando descubre que él es gay. Él la convence de que le diga que perdió su virginidad con él para disipar los rumores de que es gay, y le promete que mientras ella finja que es verdad, él le dará los privilegios que el Upper East Side puede ofrecer. Pero Blair y Eric sacan a Asher en su propia fiesta, y Jenny confiesa que mintió sobre tener sexo con él. El bando de Blair la abandona una vez más, y luego encuentra a Blair para decirle que ha ganado porque "no vale la pena". En el final de temporada, Jenny recibe una pasantía en la compañía de la madre de Blair, Eleanor.
Temporada 2
Al comienzo de la temporada 2, Jenny pasa su verano trabajando duro como nueva pasante de Eleanor Waldorf Designs. Ella se disculpa con Eric por su comportamiento la temporada anterior. Él la perdona y la invita a la Fiesta Blanca en los Hamptons, donde le presenta a Tinsley Mortimer y ella le demuestra su valía a uno de los supervisores de Eleanor.
Eleanor despide a Jenny después de un comentario crítico sobre uno de sus vestidos, pero durante un apagón en toda la ciudad, Eleanor se da cuenta de su talento y contrata a Jenny. Después del constante acoso de los secuaces de Blair, Jenny decide faltar a la escuela para perseguir un futuro en la moda.
Blair y Serena tienen otra pelea por la creciente popularidad de Serena, y Jenny se ve involucrada durante el desfile de modas de Eleanor. Cuando cambia la disposición de los asientos que Blair había planeado, Blair toma represalias diciéndole a Rufus que Jenny se ha saltado la escuela y él la confronta. Blair intenta sabotear el trabajo de Jenny en el programa, pero Jenny improvisa y propone que Serena y los miembros de la alta sociedad caminen por la pasarela. En un esfuerzo por arruinar a Serena, Blair cambia el vestido final por uno que hizo Jenny, provocando la ira de Eleanor. El vestido es un gran éxito entre la audiencia y el desfile de moda es un gran éxito. Jenny se da cuenta de las frustraciones de Blair con su amistad con Serena, comentando que han trabajado duro para lo que querían y Serena simplemente se desliza. Eleanor luego elogia a Jenny por su gran trabajo.
Rufus finalmente acepta que Jenny sea educada en casa después de ver lo comprometida y buena que es en su trabajo. En el trabajo, Jenny se hace amiga de Agnes Andrews (Willa Holland), una modelo que la convence de comenzar su propia línea de moda. Al darse cuenta de que trabajar para Eleanor no la ayudará a desarrollarse como diseñadora y que Eleanor ha comenzado a aprovechar sus talentos, Jenny se va. Comenzando una breve relación con Nate cuando comparten un beso apasionado después de que él la rescata de ser aprovechada por un fotógrafo mayor. Jenny y Rufus discuten sobre su renuncia a Eleanor's y Jenny se muda con Agnes, quien sugiere que planeen un desfile de modas de guerrilla en la gala benéfica en honor a Lily y Bart. El espectáculo es un gran éxito, pero Vanessa es testigo de cómo ella besa a Nate, lo que pone a prueba su amistad. Rufus intenta que la arresten, pero Lily lo detiene. El temperamento feroz de Agnes y sus crecientes desacuerdos sobre la línea de ropa les dificulta cerrar un trato comercial. Jenny roba la lista de contactos de Agnes, intentando hacer un trato por sí misma. Al enterarse de la traición de Jenny, Agnes quema todos sus vestidos y la echa de su apartamento, dejándola sin nada.
Al enterarse de que es demasiado joven para iniciar su propio negocio, intenta solicitar la emancipación, pero Rufus se niega. El día de Acción de Gracias, Lily encuentra los papeles después de descubrir que Jenny se ha estado escondiendo en su apartamento con Eric y advierte a Rufus. Rufus y Jenny se reconcilian después de un poco de persuasión por parte de Eleanor y ella regresa a casa. Durante el Snowflake Ball, Jenny se entera de que Vanessa y Nate han vuelto a estar juntos a pesar de que Vanessa era consciente de los sentimientos de Nate por ella. Nate rompe con ella después de que ella ayuda a humillar a Vanessa en el baile. Jenny regresa a Constance y se ve obligada a enfrentarse a los secuaces de Blair.
Durante el final de temporada y la búsqueda de Serena de Gossip Girl, Jenny decide competir para ser la próxima abeja reina después de que Blair se vaya. Casi se retira, pero Blair le da un discurso conmovedor sobre cómo mantener la vista en el premio. Al final, Blair elige a Jenny y corona a su reina del Constance.
Temporada 3
Después de que Jenny no logra lograr el igualitarismo en Constanza, decide gobernar como Queen Bee con su propio grupo de secuaces. Con su nueva posición y riqueza, la personalidad de escalada social de Jenny resurge y comienza a borrar su antiguo yo de Brooklyn, tirando su ropa casera y su máquina de coser. Preocupados de que Jenny se esté convirtiendo en una típica abeja reina, Eric y Jonathon intentan una intervención, pero son humillados por Jenny y su camarilla. Eric se une a Blair para acabar con Jenny en el Cotillion Ball saboteando su escolta. El plan fracasa, y Jenny en su lugar asegura que Nate la escolte, ganándose el respeto de las reinas en cada escuela preparatoria en el Upper East Side. Como consecuencia de las intrigas de Eric, Jonathan rompe con él y surge una ruptura en la relación de Jenny y Eric.
Chuck le presenta a Damien Dalgaard, hijo del embajador belga, que trafica con drogas. Al gustarle su estilo de vida salvaje, Jenny entabla una relación con él y lo ayuda a suministrar drogas a sus clientes mientras comparte parte de las ganancias, incluso robando algunas de las "píldoras para el dolor de cabeza" de Lily. Lily y Rufus descubren sobre las drogas, que Damien encubre con una historia sobre su padre. Contra la voluntad de Rufus, Jenny continúa su relación con Damien, quien parece interesado en llevarlo más allá. Jenny, que es virgen, retrocede en el último minuto, causando que Damien rompa con ella, dejándola enfrentarse a su familia.
A sugerencia de Rufus, Eleanor vuelve a emplear a Jenny para ayudar con su próximo desfile de modas. Jenny está feliz de estar de vuelta, pero se sorprende al saber que una de las modelos con las que trabajará es Agnes, quien, después de que termina el espectáculo, se venga de Jenny drogándola y dejándola en un bar para que se aprovechen de ella. Nate rescata a Jenny antes de que algo le suceda. Debido a esto, los sentimientos de Jenny por Nate vuelven a despertar y ella aspira a conquistarlo. Ella intenta besarlo, pero él se resiste a sus avances porque la ve solo como una amiga y porque está saliendo con Serena. Jenny intenta sabotear la relación de Serena y Nate mintiéndole a Serena e insinuando a Nate que está teniendo una aventura con Carter Baizen. Los intentos de Jenny fallan, y su relación con ambos queda tenue después de que Nate la echa de su apartamento.
En un evento de gala donde el padre recientemente regresado de Serena, William Van Der Woodsen, está dando un discurso, un ex cliente de Damien se acerca Jenny, diciéndole enojado que los medicamentos que le vendió (el medicamento contra el cáncer de Lily) le dieron una infección por hongos. Rufus escucha esto y se dirige Jenny al apartamento Humphrey en Brooklyn. Durante su castigo, Jenny investiga la medicina de Lily y le dice a Chuck que hay algo muy malo con la medicación que el padre de Serena le está recetando. Se descubre que William le ha mentido a Lily sobre su condición y le ha estado dando medicamentos que la enferman en un complot para recuperarla de Rufus. Al ver la oportunidad de separar a Rufus y Lily y devolver a su familia a la forma en que estaba antes, Jenny intentos de sabotear el plan de Blair, Chuck y Nate para revelar el engaño de William. Cuando William está a punto de rendir cuentas, ella corre rápidamente hacia William y le advierte, diciéndole que la policía viene a buscarlo, y lo insta a escapar. De vuelta en el ático de van der Woodsen, revela que advirtió a William y dice que desearía que su familia pudiera volver a la normalidad: "Cuando vivía en Brooklyn, podría haber tenido que ir en metro a la escuela y hacer mi propia ropa, pero al menos nuestra familia estaba feliz". Rufus dice que lo único que necesita volver a la normalidad es Jenny. Eric está herido por el intento de Jenny de dejar a la familia, y dice que si ella quiere salir, nadie la está obligando a quedarse.
Jenny toca fondo después de enviar a Gossip Girl una foto de Dan y Serena en la cama juntos, poniendo en peligro la amistad de Dan y Nate, la relación de Dan y Vanessa, y rompiendo la relación de Nate y Serena. Blair se enfrenta a Jenny, diciéndole: "Nate ama a Serena, Dan ama a Vanessa, Dios sabe por qué, y Chuck me ama. ¿Pero tú, Jenny? Nadie te ama excepto tu papá. Y después de lo que sacaste ayer, ¿quién sabe si eso ya es cierto?" Emocionalmente angustiado, Jenny va al apartamento de Nate, pero en su lugar encuentra a Chuck devastado por su ruptura con Blair y en su estado de vulnerabilidad, Jenny pierde su virginidad con Chuck. Después, Blair llega dispuesto a llevarse a Chuck de vuelta y Jenny se escabulle. Ella rompe a llorar con Eric, diciéndole que todos la odian y que se acostó con Chuck. Eric le dice a Dan, quien se enfrenta a Chuck justo cuando está a punto de proponerle matrimonio a Blair. Jenny, llorando, se va con Rufus y Lily. Una semana después, se despide de su familia y se va para terminar la escuela secundaria con su madre en Hudson.
Temporada 4
Jenny vive en Hudson con su madre desde mayo. Blair encuentra a Jenny preparándose para una entrevista con Tim Gunn y le otorga un pase de un día especial. Cuando Chuck roba la cartera de Jenny, se ve obligada a visitar el Empire Hotel, donde Blair le había prohibido ir. Esto da como resultado que Blair y Jenny conspiren entre sí, y Jenny finalmente le dice a Gossip Girl que perdió su virginidad con Chuck, no con Damien Dalgaard. Mientras Jenny se siente victoriosa, Blair, derrotada, culpa a Chuck. Jenny finalmente se da cuenta del daño de su regreso y decide irse para siempre, diciéndoles a Blair y Chuck que sus juegos vengativos entre ellos pronto los destruirán a ambos.
Juliet y Vanessa llaman a Jenny, pidiendo ayuda para derribar a Serena. Jenny no quiere volver a sus viejos trucos, pero también siente que Serena tiene la culpa de todo lo que sucedió el año pasado y nunca podrá ser culpada de nada, por lo que acepta ayudar con el plan. Pero cuando Serena termina en el hospital después de ser drogada por Juliet, Jenny le dice a Juliet que va a aclarar su plan con todos. Juliet le advierte que bajará sola. Cuando Jenny aparece en el hospital, Vanessa ya le ha atribuido todo el plan; incapaz de defenderse, se va, apareciendo en Blair's más tarde esa noche, diciéndole que Juliet estaba detrás de todo y que ella y Vanessa eran simplemente cómplices. Para probar su historia, entrega la máscara de Blair Juliet y se gana el perdón de Blair. Después de confesarse con Blair, dice que le encantaría ayudarla a acabar con Juliet, pero que debería regresar a Hudson en lugar de involucrarse en otro plan.
Temporada 5
En el episodio de estreno de la temporada 5, "Yes, Then Zero", Rufus revela que Jenny se mudó a Londres para asistir a Central Saint Martins.
Temporada 6
En el episodio final de la serie, se revela que Jenny sabía que su hermano, Dan Humphrey, era el misterioso bloguero detrás de Gossip Girl. Regresa al Upper East Side, apareciendo en el salto de tiempo de cinco años para la boda de su hermano con Serena van der Woodsen. Jenny trabaja como diseñadora para el imperio de la moda de Blair, lo que implica que han superado su animosidad pasada. Juntos crean su propia línea de ropa, "J for Waldorf".